# 起居院
起居院，五代十国到宋朝中央官修史书编修机构之一，掌修记述皇帝言行的起居注的机构。
唐代修起居注官分隶门下省、中书省。五代置起居院，掌管抄录朝廷制敕以备修史。宋朝初年不管撰集之事。北宋淳化五年（994年），开始置命官员领记注之事，称修起居注或同修起居注，以三馆秘阁校理以上充任，起居郎、起居舍人并为寄禄官。宋神宗元丰改制，起居郎、起居舍人复实领本职，于是废起居院。辽朝置起居舍人院，简称起居院，下设起居舍人、知起居注、起居郎。